# Raven's Home
Raven's Home (La casa de Raven en Hispanoamérica y Vuelve Raven en España) es una serie de televisión estadounidense de comedia. Tras Cory in the House, es la segunda serie derivada de That's So Raven, que se transmitió en Disney Channel entre 2003 y 2007. La serie se anunció en octubre de 2016, y tuvo su estreno en Estados Unidos el 21 de julio de 2017, después del estreno de la película Descendants 2.
En Latinoamérica, tuvo su preestreno el 29 y 31 de octubre y el 1 de noviembre y se estrenó el 5 de noviembre de 2017 en Disney Channel. En España se dio un adelanto el 15 de enero de 2018 en el canal de Disney Channel en YouTube y se estrenó el 16 de febrero de 2018.
La serie fue renovada para una segunda temporada el 10 de octubre de 2017. La segunda temporada fue confirmada para 21 episodios y fue estrenada el 25 de junio de 2018.
El 1 de octubre de 2021 se anunció que la serie se convertiría en la segunda producción de Disney Channel (después de Bunk'd) en tener una quinta temporada, pero solo regresarán Raven-Symoné e Isaac Brown del elenco inicial, sumando a Rondell Sheridan, quien interpretó Victor Baxter en That's So Raven y Cory en la Casa Blanca.
El 10 de septiembre de 2022, Raven-Symone anunció durante un panel en la D23 Expo de Disney que la serie se renovó por una sexta temporada con un pedido de 18 episodios.
El 15 de mayo de 2024, se anunció que Raven's Home había terminado tras seis temporadas y que se había encargado un piloto spin-off titulado Alice in the Palace.

## Sinopsis
Las mejores amigas Raven y Chelsea, ambas madres divorciadas, ahora están criando a sus hijos en un apartamento juntas en Chicago. Las cosas dan un giro cuando se dan cuenta de que uno de los hijos de Raven tiene las mismas capacidades psíquicas que su madre que es predecir el futuro.

## Elenco y personajes

### Principales
- Raven Symoné como Raven Baxter, es la madre soltera de los gemelos Nia y Booker, que trabaja como diseñadora de moda para perros. Se revela que antes de la serie, Raven se divorció de Devon Carter (Jonathan McDaniel), un exnovio de la escuela secundaria, y ahora vive con Chelsea y su hijo en Chicago. Raven posee poderes psíquicos, capaz de vislumbrar "visiones" del futuro. Decide no contarles a sus hijos sobre sus visiones porque cree que no lo entenderán.
- Issac Ryan Brown como Booker Baxter-Carter, es el hijo de 11 años de Raven y hermano gemelo de Nia, que ha heredado las habilidades psíquicas de su madre. Después de obtener su primera visión en la escuela, decide no contarle a su madre sobre sus habilidades psíquicas, ya que cree que ella no le creería, sin saber que su madre también es psíquica.
- Navia Robinson como Nia Baxter-Carter (temporadas 1-4), es la hija de 11 años de Raven y hermana gemela de Booker.  Inicialmente no cree en las capacidades psíquicas de su hermano, insistiendo en que es una de sus historias inventadas. Cuando su hermano tiene una visión de Nia siendo golpeada por una bolsa de boxeo y luego se convierte en realidad, finalmente ella le cree.
- Jason Maybaum como Levi Grayson (temporadas 1-4), es el hijo de 9 años de Chelsea.  Él es muy maduro para su edad y a menudo actúa como padre en su relación con su madre.
- Sky Katz como  Tess (temporadas 1-4; invitada especial temporada 6), es la mejor amiga de Nia en la calle, que vive en el mismo edificio que el resto de la familia.
- Anneliese van der Pol como Chelsea Daniels (temporadas 1-4; invitada especial temporada 5), es la mejor amiga de Raven y la madre de Levi. Se revela que antes de la serie, Chelsea hizo una suma sustancial de dinero de un producto infomercial que inventó llamado el "Schmop", pero su fortuna fue robada por su marido Garrett Grayson. Luego, Garrett fue arrestado por evasión de impuestos y terminó teniendo una aventura con el agente federal que lo arrestó. Chelsea posteriormente se divorció de él al reclamar parte de su dinero y se mudó con Raven. Mientras vivía con Raven, Chelsea a menudo trata de cocinar para la familia, lo que resulta terriblemente mal con la comida que no sabe bien o se quema.
- Mykal-Michelle Harris como Alice Baxter (temporadas 5-6)
- Felix Avitia como Neil (temporadas 5-6)
- Emmy Liu-Wang como Ivy (temporadas 5-6)
- Rondell Sheridan como Víctor Baxter (temporadas 5-6; invitado especial temporada 2)

### Recurrentes
- Leslie David Baker como el director Wentworth (T1 E1)
- Skyker Day como Paesley (temporada 1)
- Bruno Amato como Mr. Jabloski - casero del edificio de Raven (T1 E3)
- Anthony Alabi como el entrenador Spitz, el entrenador de la George Washington Carver escuela comunitaria.
- Jenna Davis como Sienna (temporadas 2-3), una popular e influencer estudiante.
- Dylan Martin Frankel interpreta a Mitch (temporada 2), el hijo del vecino del 352.
- Laya DeLeon Hayes interpreta a Zeena (temporada 2), la líder de un grupo de baile en la escuela, tiene una enemistad con Nia y Tess.
- Max Torina como Ramon, novio de Tess
- Alison Fernandez como Olivia, una nueva amiga de los protagonistas.
- Siena Agudong como Mikka, capitana de baile de la preparatoria.

#### Estrellas invitadas
- Brian George como Dr. Sleevemore, doctor psíquico que visitó Raven durante su adolescencia (Episodio 2x12 a 2x14)
- Rondell Sheridan como Victor Baxter, el padre de Raven y abuelo de sus hijos (Episodio 2x17)
- Jonathan McDaniel como Devon Carter, primer amor de Raven y padre de sus dos hijos.

## Doblaje
| Personaje              | Actor original         | Actor de doblaje (Hispanoamérica) | Actor de doblaje (España) | Temporada              |                        |
| Personajes principales | Personajes principales | Personajes principales            | Personajes principales    | Personajes principales | Personajes principales |
| ---------------------- | ---------------------- | --------------------------------- | ------------------------- | ---------------------- | ---------------------- |
| Raven Baxter           | Raven-Symoné           | Leyla Rangel                      | Pilar Martín              | 1.ª-6ª.                |                        |
| Booker Baxter-Carter   | Issac Ryan Brown       | Matías Quintana Ortíz             | Carlos Bautista           | 1.ª-3.ª                |                        |
| Booker Baxter-Carter   | Issac Ryan Brown       | Emilio Treviño                    | Carlos Bautista           | 4.ª-6ª                 |                        |
| Nia Baxter-Carter      | Navia Ziraili Robinson | Nicole Florencia                  | Alicia Bueno Ocaña        | 1.ª-4.ª                |                        |
| Chelsea Daniels        | Anneliese van der Pol  | Cristina Hernández                | Olga Velasco              | 1.ª-5.ª                |                        |
| Levi Grayson           | Jason Maybaum          | Jared Mendoza                     | Mayte Mira                | 1.ª-4.ª                |                        |
| Tess O'Malley          | Sky Katz               | Zöe Ivanna Mora                   | Lorena Mendo              | 1.ª-4.ª, 6.ª           |                        |
| Victor Baxter          | Rondell Sheridan       | Eduardo Fonseca                   | N/D                       | 2.ª                    |                        |
| Victor Baxter          | Rondell Sheridan       | Beto Castillo                     | N/D                       | 5.ª-6ª.                |                        |
| Alice Baxter           | Mykal-Michelle Harris  | Estefanía Piedra                  | N/D                       | 5.ª-6ª.                |                        |
| Neil                   | Felix Avitia           | Aidan Vallejo                     | N/D                       | 5.ª-6ª.                |                        |
| Ivy                    | Emmy Liu-Wang          | Regina Tiscareño                  | N/D                       | 5.ª                    |                        |

## Episodios
| Temporada | Temporada | Episodios | Episodios | Emisión original    | Emisión original        |
| Temporada | Temporada | Episodios | Episodios | Primera emisión     | Última emisión          |
| --------- | --------- | --------- | --------- | ------------------- | ----------------------- |
|           | 1         | 13        | 13        | 21 de julio de 2017 | 20 de octubre de 2017   |
|           | 2         | 21        | 21        | 25 de junio de 2018 | 30 de noviembre de 2018 |
|           | 3         | 26        | 26        | 17 de junio de 2019 | 3 de mayo de 2020       |
|           | 4         | 19        | 19        | 24 de julio de 2020 | 21 de mayo de 2021      |
|           | 5         | 25        | 25        | 11 de marzo de 2022 | 2 de diciembre de 2022  |
|           | 6         | 18        | 18        | 9 de abril de 2023  | 3 de septiembre de 2023 |

## Producción

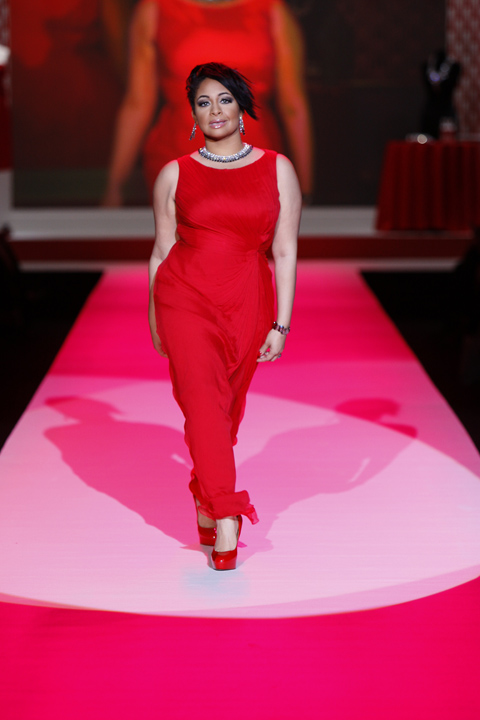
Raven, la protagonista de la serie y del spin-off, además de ser la primera persona en hacer una entrevista de la idea del spin-off en 2016.

Ocho años después de que la serie terminó, hubo especulaciones y rumores de que la serie tendría un segundo spin-off o renovación. El 14 de agosto de 2015, una reunión con Raven y sus coestrellas anteriores ocurrió en The View, donde discutieron todas las cosas sobre la serie y los tiempos pasados. Cristal Keymah y Sheridan no estaban presentes, pero recibió una mención especial de la misma Symoné.
El 27 de octubre de 2016, se anunció que Raven-Symoné protagonizará y desarrollará una secuela de la serie original. En la nueva serie, Raven Baxter será una madre divorciada de dos preadolescentes, Nia y Booker. Booker heredará las habilidades psíquicas de su madre durante la secundaria. Raven salió como anfitriona de The View, más tarde en 2016 con el fin de trabajar en la serie a tiempo completo. En noviembre de 2016, se anunció que Anneliese van der Pol repetirá su papel de Chelsea Daniels en la serie como una madre divorciada que está criando a un hijo, Levi, y se mudará con Raven.
En abril de 2017, la serie fue oficialmente producida con el título Raven's Home.
La serie se estrenó en Disney Channel el 21 de julio de 2017 y está filmada en Hollywood Center Studios. Disney Channel renovó la serie para una segunda temporada el 10 de octubre de 2017, que comenzó a rodarse en noviembre de 2017. Además, comenzando con la segunda temporada,  Michael Feldman y Dava Savel reemplazaron a Jed Elinoff y Scott Thomas como showrunners. Tanto Savel como Feldman sirvieron como escritores y productores en That's So Raven. El 28 de septiembre de 2018, se anunció que un episodio musical de la serie se estrenaría el 12 de octubre de 2018.
Después de una renovación silenciosa, el 28 de noviembre de 2018, se anunció que Eunetta T. Boone se haría cargo como showrunner y productor ejecutivo para la tercera temporada. El 21 de marzo de 2019, se anunció que la producción en la tercera temporada se cerró temporalmente, luego de la muerte de Eunetta T. Boone. El 10 de mayo de 2019, se anunció que la tercera temporada se estrenará el 17 de junio de 2019.
El 16 de octubre de 2019, Disney Channel anunció que la serie se había renovado para una cuarta temporada, y que la producción comenzaría en algún momento en 2019. Además, Alison Taylor se unirá a la serie como productora ejecutiva.
El 29 de junio de 2020, se anunció que Raven's Home y Bunk'd tendrá un evento especial cruzado el 24 de julio de 2020.
El 1 de octubre de 2021, Disney Channel anunció que la serie se renovó por una quinta temporada. Raven Symoné e Isaac Ryan Brown están listos para regresar por quinta temporada; sin embargo, Navia Robinson, Jason Maybaum, Sky Katz y Anneliese van der Pol no regresarán. Además, la quinta temporada verá a los recién llegados Mykal-Michelle Harris como Alice, Felix Avitia como Neil y Emmy Liu-Wang como Ivy, así como el regreso de Rondell Sheridan como Victor Baxter. La producción de la quinta temporada está programada para comenzar en algún momento durante el otoño de 2021.
El 15 de mayo de 2024, se anunció que Raven's Home había finalizado tras seis temporadas y que se había ordenado un piloto para una serie derivada titulada Alice in the Palace.